# Rina (nome giapponese)
Rina  è un nome proprio di persona giapponese femminile.

## Origine e diffusione
Come gran parte dei nomi giapponesi, anche Rina può risultare dalla combinazione di diversi kanji: la sillaba ri può ad esempio essere 莉 ("gelsomino bianco") o 里 ("villaggio"), mentre la sillaba na può corrispondere a 菜 ("verdura", "vegetali") o 奈 (un carattere a valenza fonetica).

## Persone
- Rina Aiuchi, cantante giapponese
- Rina Hidaka, attrice e doppiatrice giapponese
- Rina Koike, attrice giapponese
- Rina Satō, doppiatrice giapponese
- Rina Tatsukawa, judoka giapponese